# Trögerner Klamm

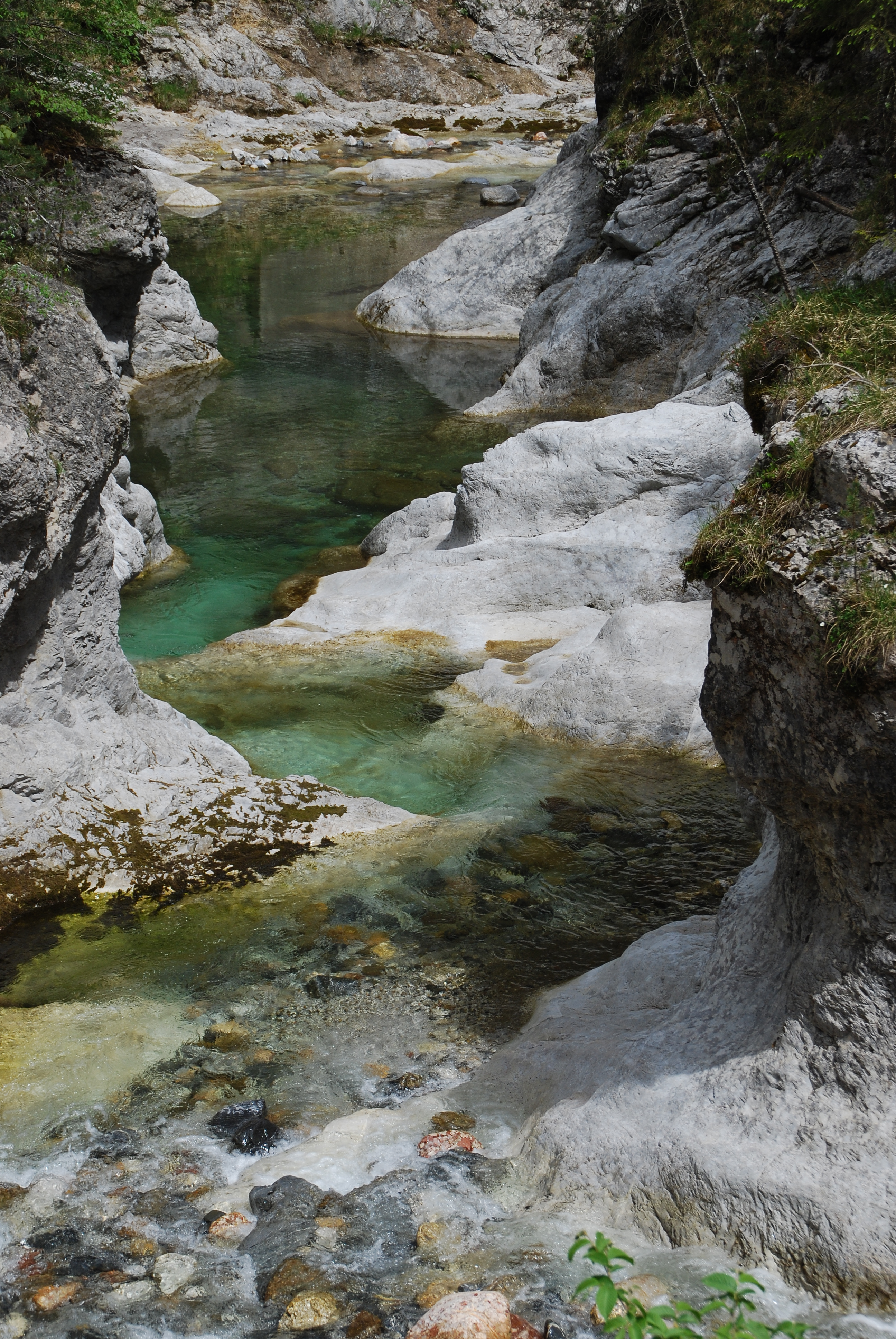
Trögerner Bach

Die Trögerner Klamm (slowenisch Korške peči oder Korška soteska) ist eine enge, etwa drei Kilometer lange Schlucht (Klamm) 2,5 km südwestlich von Eisenkappel-Vellach in Kärnten. Die Klamm ist via Eisenkappel oder Ferlach / Zell Pfarre bzw. Freibach erreichbar. Die unter Naturschutz stehende Klamm mit ihren bizarren Kalksteinfelsen ist eine wildromantische Schluchtenlandschaft und wird vom „Trögernbach“ (slowenisch Korški potok oder Korška voda) durchflossen.

## Überblick

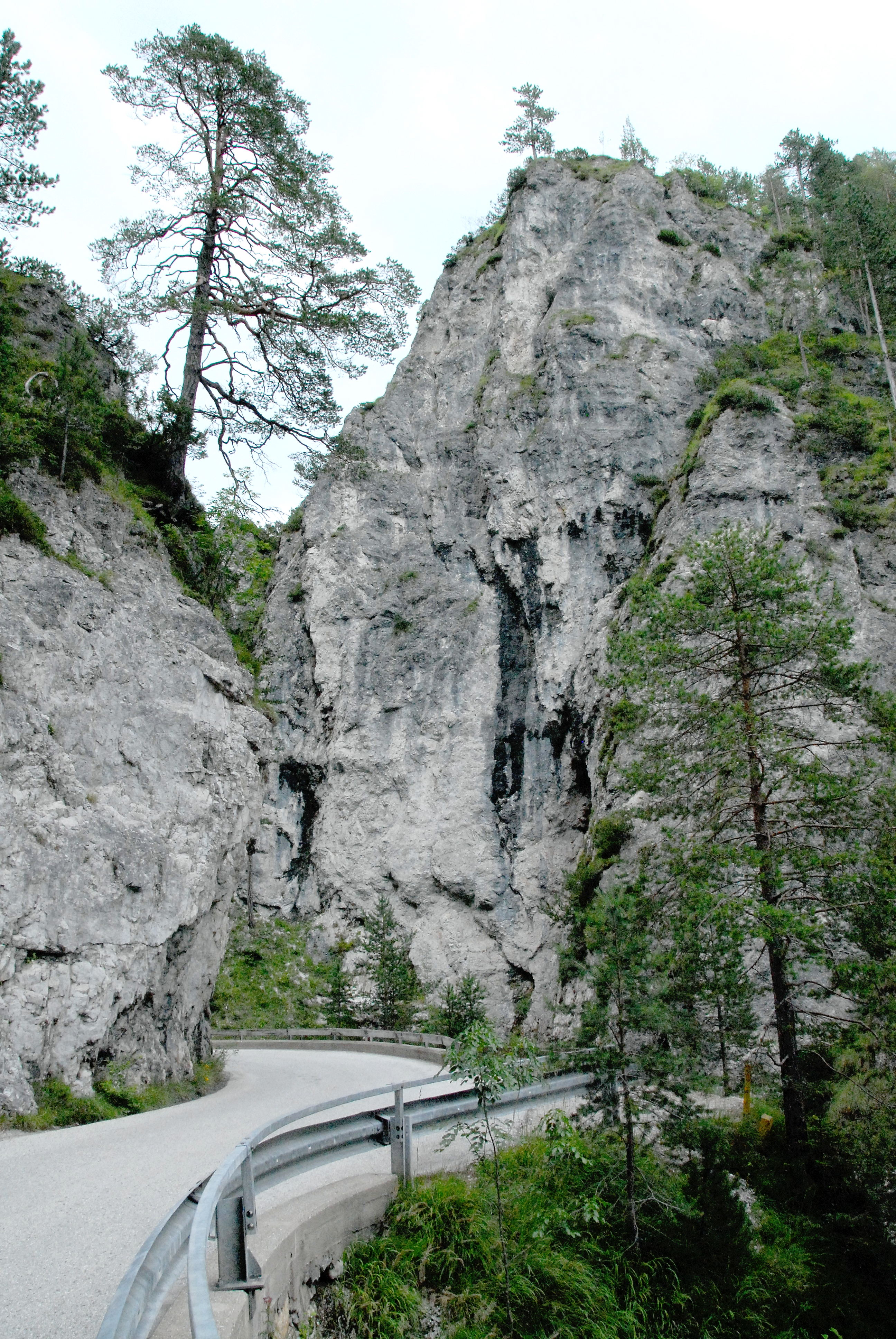
Trögerner Klamm

Die Trögerner Klamm ist ein schluchtartiger Einschnitt in den Vorbergen der Koschuta, der zur Gänze durch eine Straße erschlossen ist, die in den Jahren 1923 bis 1925 angelegt wurde. Den landschaftlichen Reiz verdankt die Klamm dem Wechselspiel zwischen dem für die Höhenlage (ca. 700 m) typischen Buchen- und Grauerlenwald, der in weiten Teilen durch die kargen, humuslosen Kalkfelsen herunter bis zum Bach unterbrochen wird. Die kaum befahrene, asphaltierte Straße, die zugleich der Wanderweg für den Eisenwurzenweg 08 und den Julius Kugy Alpine Trail ist, verläuft ohne größere Steigungen und ist damit ideal zum Wandern mit Kinderwagen oder auch für Menschen, die auf einen Rollstuhl angewiesen sind. Am Ende der Klamm befindet sich eine Wassererlebniswelt und ein Spielplatz für Kinder. Die geologischen und botanischen Besonderheiten werden durch mehrere Schautafeln ausführlich erläutert.
Die Zufahrt erfolgt über Eisenkappel und durch die „Ebriacher Klamm“. Am Bergende der Klamm, links hoch oben über dem Tal, befindet sich der kleine, für die Klamm namensgebende Weiler Trögern (slowenisch Korte) mit einer idyllischen Bergkirche und einem kleinen Friedhof. Die Kirche ist eine Filialkirche der Pfarre Ebriach und wird nur bei Gottesdiensten geöffnet. Der frühere Gasthof Pristounik neben der Kirche, in der Zwischenkriegszeit ein beliebter Sommerfrische-Aufenthalt einiger Familien aus Wien, wird schon seit einigen Jahren nicht mehr betrieben. Auch der ehemalige Gasthof Franz am Ende der Klamm ist geschlossen. Die Trögerner Klamm ist Teil des Eisenwurzenwegs, eines Weiterwanderwegs von Rottal im Waldviertel bis zum Seebergsattel.

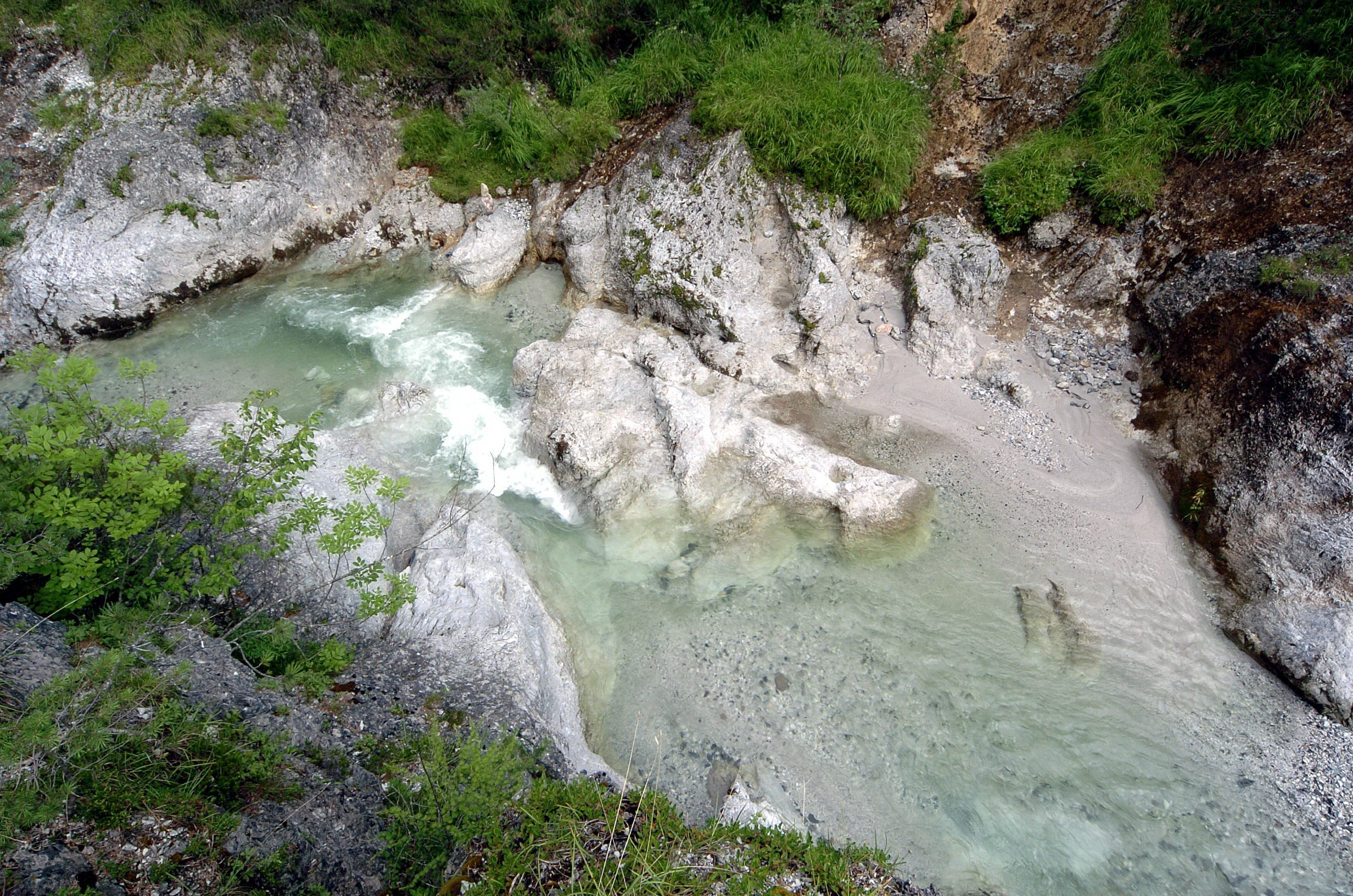
Trögerner Bach

In unmittelbarer Nähe der Klamm im Potokgraben (Seitenteil der Trögerner Klamm) befindet sich das 114 Hektar große Naturwaldreservat Potok, das seit 1977 besteht und dessen Besonderheit der Bestand an Schwarzföhren und Manna-Eschen (Blumenesche) ist. Weitere Besonderheiten des von Menschen wenig beeinflussten Naturschutzgebietes sind die hohe Diversität unterschiedlicher Standorte, besonders entlang des Baches, die sehr unterschiedlichen Wärme- und Lichtstandorte und natürliche feuerbeeinflusste Sukzessionsabläufe.

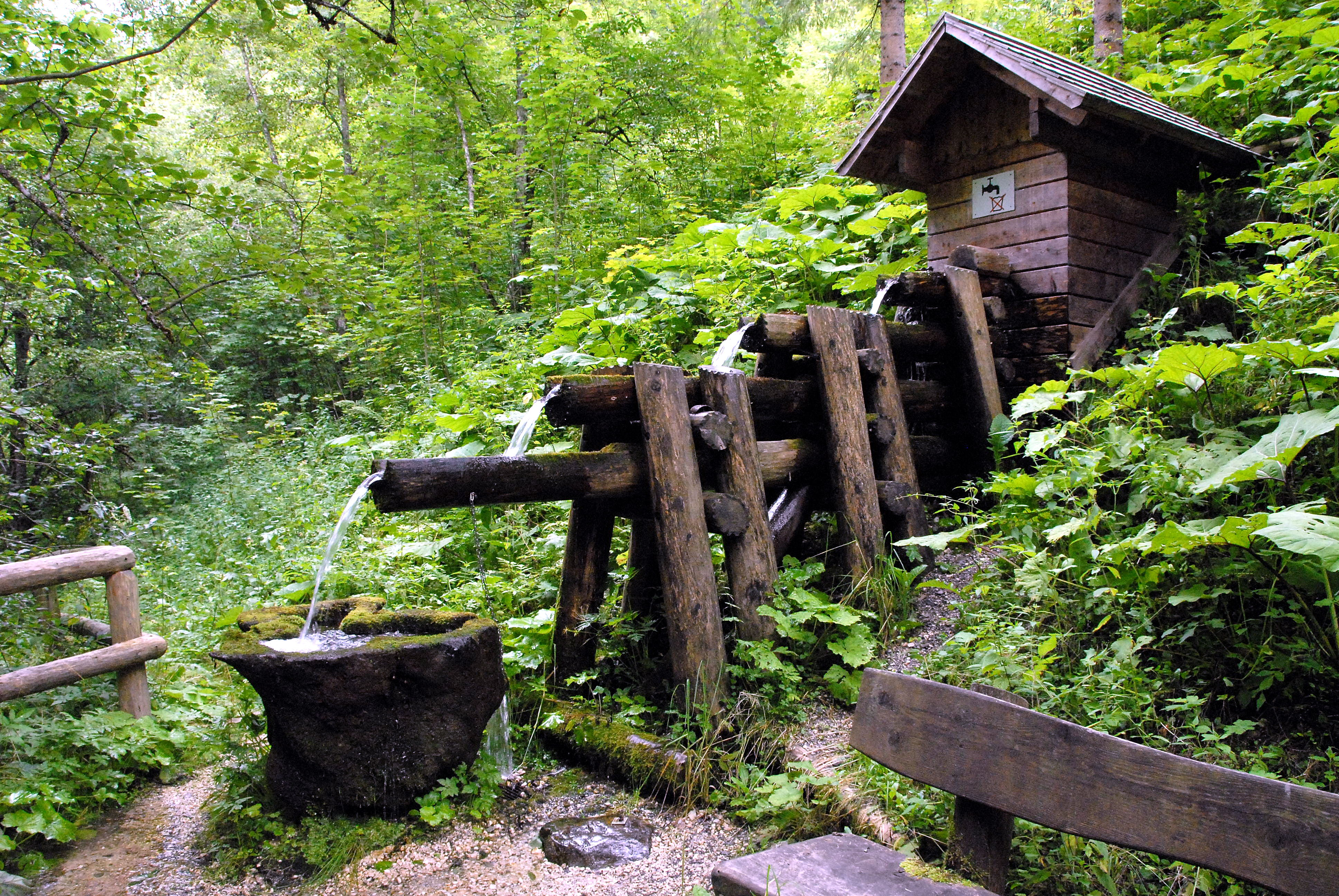
Silber Bründl

Als Gebirgsbach ist der Trögernbach, der in den Ebriach-Bach mündet, ein ideales Revier für Fliegenfischer. Zusammen mit Ebriachbach, Vellach und Kleiner Drau gehört die Trögerner Klamm zu den größten zusammenhängenden Fliegenfisch-Revieren Österreichs. Der Trögernerbach mit einer Breite zwischen 3 m und 6 m, teilweise mit sehr tiefen Gumpen, beherbergt Bach-, und Regenbogenforellen.
Durch die zunehmend trockeneren Sommer steigt die Waldbrandgefahr. Einer der größten Waldbrände in Kärnten mit einer betroffenen Fläche von 30 Hektar war 1998 in der Trögerner Klamm zu beklagen. Bei der Löschung des durch Blitzschlag verursachten Brandes waren drei Löschflugzeuge und sechs Hubschrauber im Einsatz.
Die Trögerner Klamm wurde 2022 als Kärntner Beitrag für die ORF2-Sendung 9 Plätze – 9 Schätze ausgewählt.

## Geologische Besonderheiten

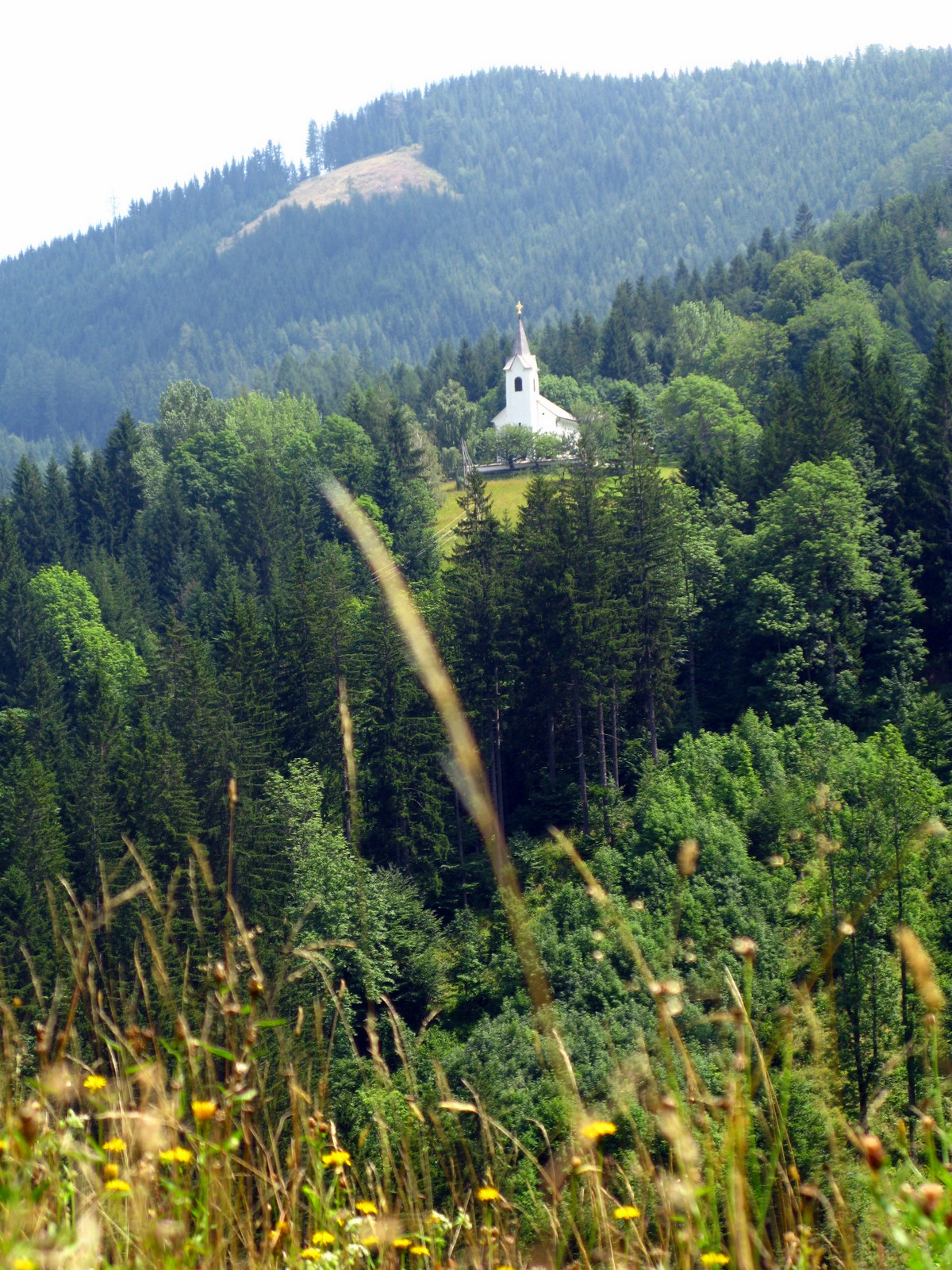
Kirche von Trögern

Die markanten Felsabbrüche ermöglichen einen „Spaziergang durch ehemaligen Meeresgrund“. Die östlichen Karawanken werden durch die West-Ost verlaufende Periadriatische Naht zweigeteilt. Diese bedeutendste Störungszone der Alpen trennt die Ostalpen von den Südalpen. Hochobir und Petzen gehören somit noch zu den Ostalpen, der Teil südlich des Ebriachbaches, mit Koschuta, Seebergsattel, Uschowa, Kupitzklamm und Trögerner Klamm bereits zu den Südalpen.
Die Trögerner Klamm ist zum überwiegenden Teil aus Schlerndolomit (benannt nach einem Berg in den Dolomiten) aufgebaut. Dieser wurde vor rund 250-210 Millionen Jahren aus den Überresten kalkhaltiger Organismen gebildet, welche im ruhigen Wasser einer Lagune abgelagert wurden. Dadurch ist die noch heute erkennbare Schichtung entstanden. Als später die Alpen aufgefaltet wurden, gelangten die Gesteine in ihre heutige Lage aufs Festland.
Im Laufe der Jahrmillionen hat sich der Trögerner Bach rund 600 m tief in den Felsuntergrund eingeschnitten, wodurch das Bankungs- und Schichtungsgefüge sehr gut zu beobachten ist.
Am gegenüberliegenden Hang des Baches sieht man rechts den weißen Schlerndolomit, daneben schwarze Flaserkalke und anschließend roten Grödener Sandstein. Die nur wenige Meter mächtigen und fast senkrecht stehenden Schichten wurden ursprünglich übereinander abgelagert und waren um ein Vielfaches mächtiger als hier zu sehen ist.

### Junger alter Schotter

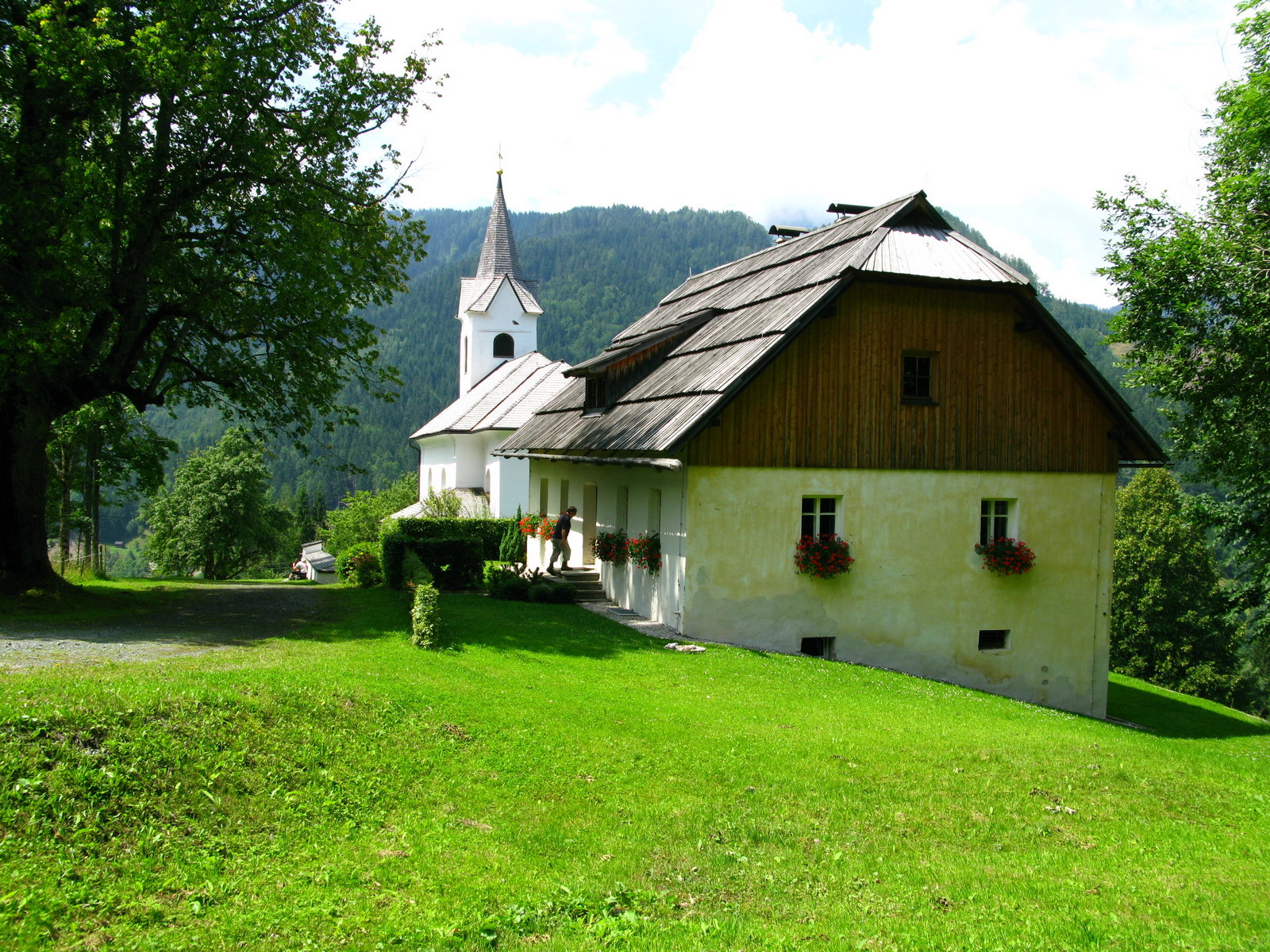
Nordseite der Kirche

Durch Erosion wird dem Bach ständig Gestein zugeführt, welches durch den Transport im Wasser zu Schotter rund geschliffen wird. Besonders auffällig ist das rötlich/braun/weiß gesprenkelte Gestein der Tarviser Brekzie (benannt nach Tarvis in den Karnischen Alpen). Diese Tarviser Brekzie stellt selbst einen fossilen Schotter dar, welcher vor rund 250 Millionen Jahren, noch vor Bildung des Schlerndolomites, abgelagert wurde.

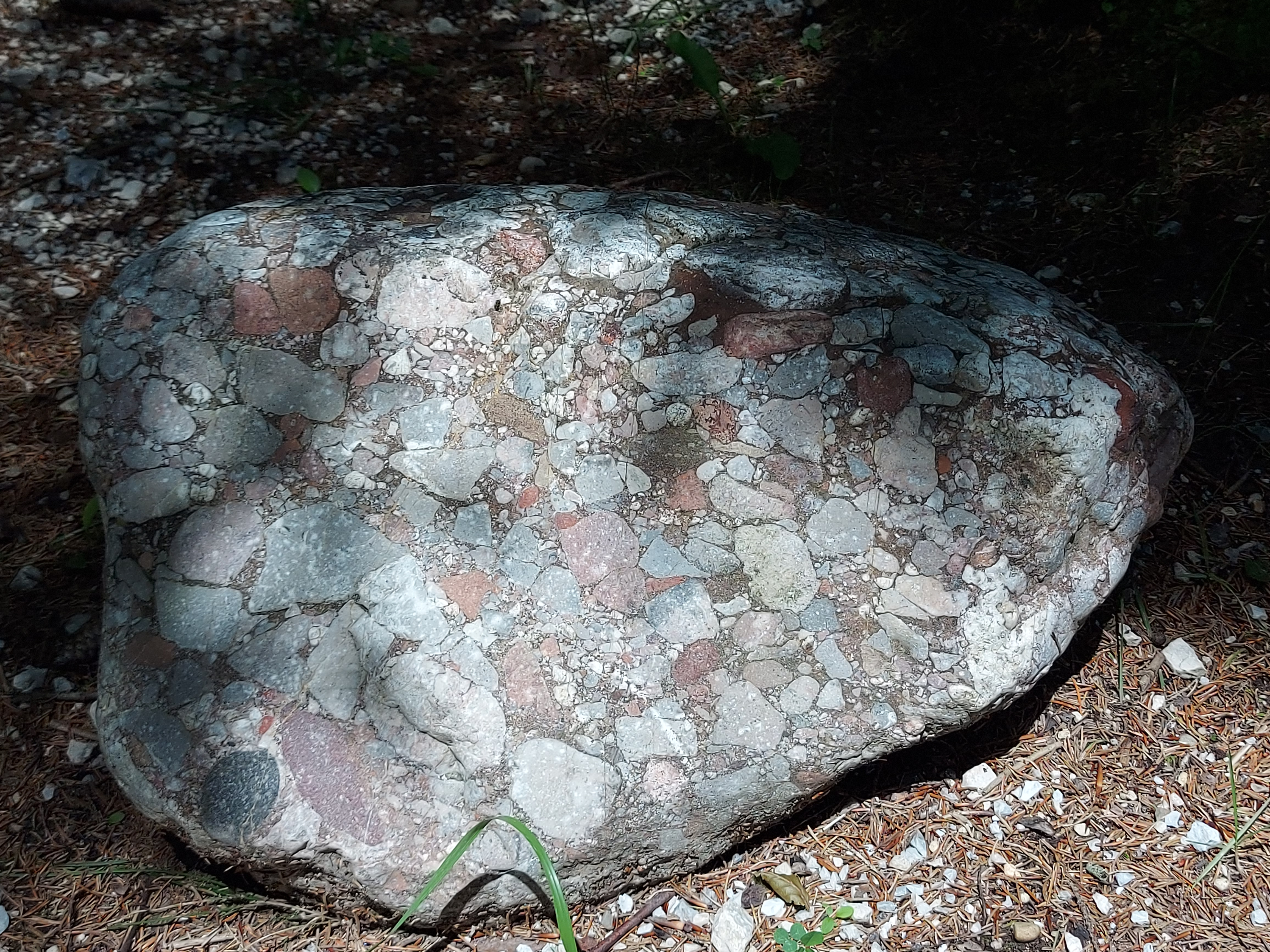
Tarviser Brekzie

## Silberbründl
Das Silberbründl befindet sich gleich unterhalb des Parkplatzes am Beginn der Klamm. Es ist ein gering mineralisierter, kalter Akratopege (Quellaustritt) und hat das Einzugsgebiet in paläozoischen Schiefergesteinen oberhalb des Parkplatzes der Trögerner Klamm. Die Quelle weist eine relativ geringe Mineralisierung auf und ist dem Kalzium-Magnesium Hydrogenkarbonat Wassertyp zuzuordnen.

## Lebensraum Wasser
Der Gebirgsbach ist ein extremer Lebensraum im steten Wechsel. Die schwankende Wasserführung mit episodischer Überflutung der Ufer führt zu einer stetigen Veränderung des Bachbettes. Dennoch oder gerade deshalb ist im Trögerner Bach, an seinen Ufern und auf den Schotterbänken eine reichhaltige Insekten- und Spinnentierwelt zu finden. In der Trögerner Klamm leben Arten von europaweiter Bedeutung. Von keinem anderen Fließgewässer in Kärnten sind so viele Kurzflügelkäfer bekannt wie von den Ufern des Koschuta- und Trögerner Baches. Zudem leben hier zahlreiche äußerst seltene und gefährdete Laufkäfer und Spinnen.
Der eigenartige floristische Charakter der Trögener Klamm hat seine Ursache im Zusammentreffen alpiner und subalpiner Pflanzen mit Arten des illyrischen Karstwaldes auf einem verhältnismäßig engen Raum. In einem Seitengraben findet man den in Österreich sonst nirgends anzutreffenden Gift-Hahnenfuß. Ebenfalls sehr selten ist der Dolomitstreifenfarn.

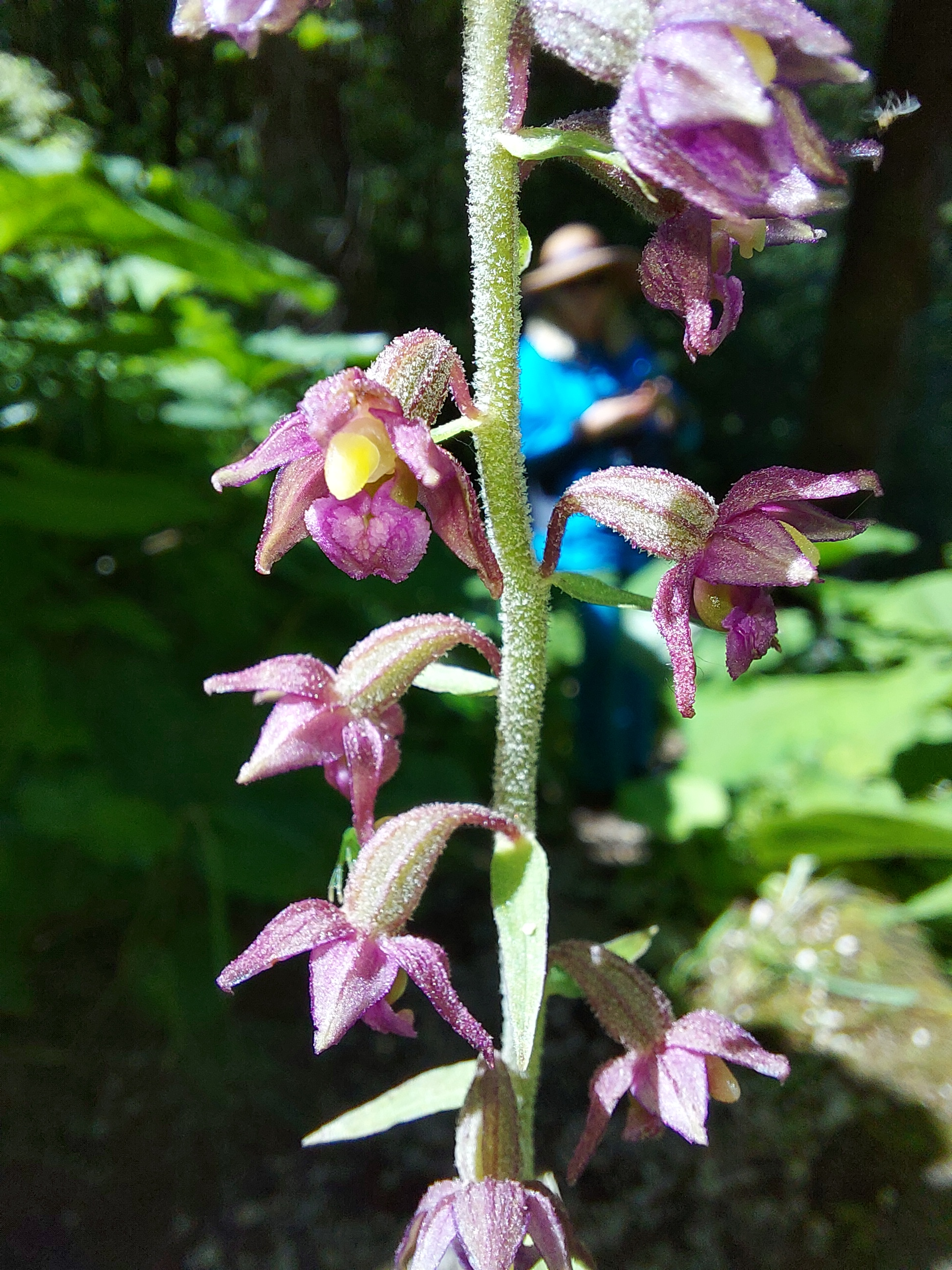
Braunrote Stendelwurz (Epipactis artrorubens) in der Trögerner Klamm

### Quelljungfer, Spitzmaus und Unke
An Quellaustritten und Sickerfluren der Seitenbäche herrschen optimale Lebensbedingungen für die Gestreifte Quelljungfer, eine gefährdete Libellenart. Die wasserführenden Seitengräben und Überschwemmungstümpel von Koschuta- und Trögerner Bach sind Laichgewässer und Entwicklungsorte von Amphibien wie Feuersalamander und Gelbbauchunke. In den schattigen und feuchten Bachschluchten leben Sumpf- und Wasserspitzmaus und die stark gefährdete Alpenspitzmaus. Mit etwas Glück kann der aufmerksame Beobachter die Gebirgsstelze entdecken, deren Brutbestand im Bereich der Trögerner Klamm auf etwa 5 Paare geschätzt wird.

## Sagen

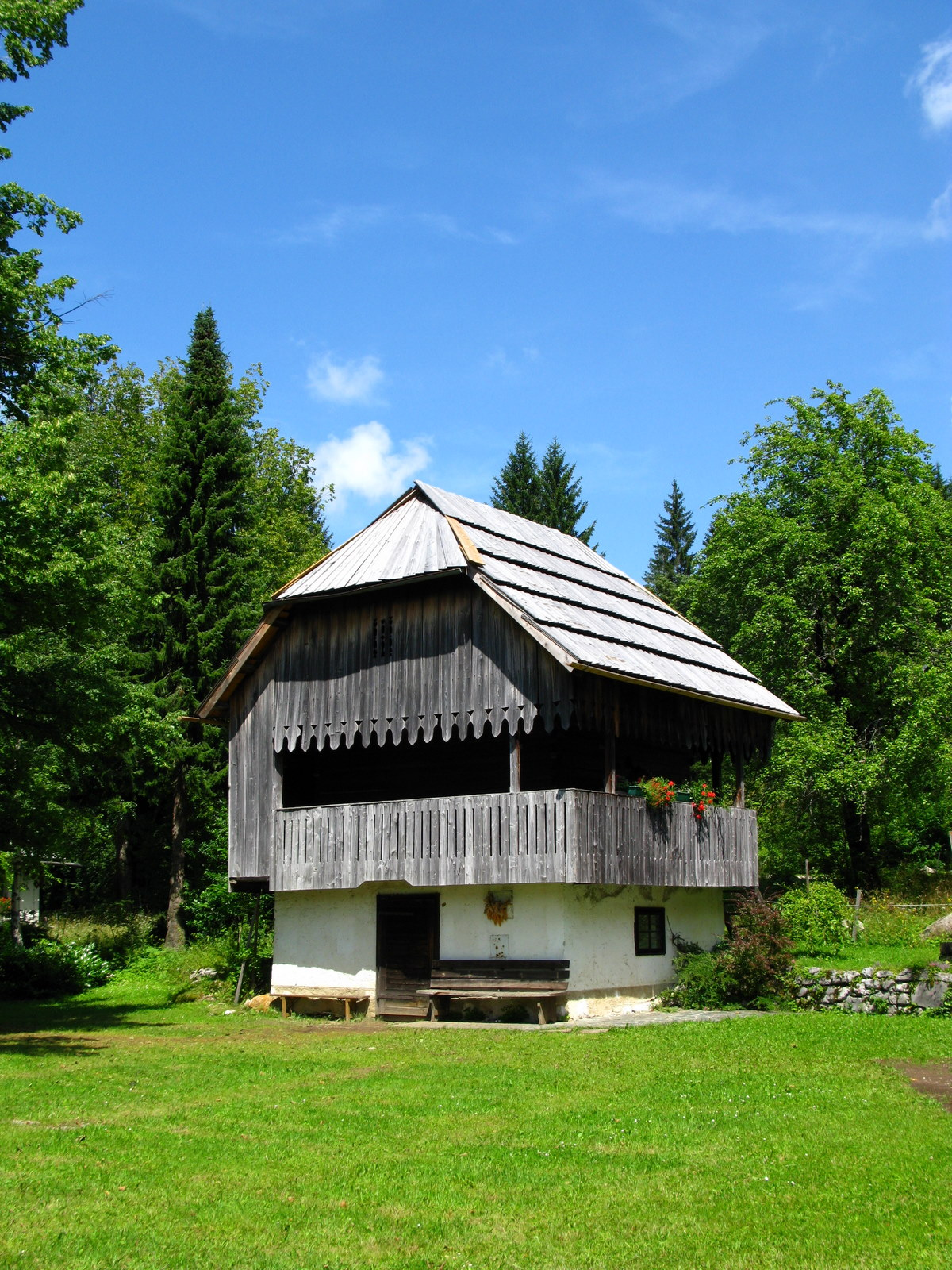
Getreidekasten des ehemaligen Gasthofs Pristounik

- Der Stein des Lebens. In den Wäldern von Trögern veranstalteten die Grafen von Hollenburg dereinst jeden Herbst eine große Jagd. Einmal fiel einer der Herren im dichten Wald in eine tiefe Grube, konnte sich nicht mehr befreien und wurde auch von seinen Jagdkollegen nicht gefunden. Voll Verzweiflung kroch er in eine Felsspalte und kam in eine Grotte, in der sich viele Schlangen um einen Stein schlängelten, an dem sie ab und zu leckten. Die Schlangenkönigin forderte ihn auf, es ihnen gleichzutun, und so konnte er den ganzen Winter ohne Nahrung überstehen. Als er im Frühling die Höhle gemeinsam mit den Schlangen verließ, musste er der Schlangenkönigin versprechen, niemandem etwas zu erzählen. Wieder zu Hause im Schloss schwieg der Graf zuerst eisern, aber im Rausch gab er sein Geheimnis preis. Als er und seine Gesellen auf der Suche nach dem Stein des Lebens im Wald beinahe die Stelle erreicht hatten, an der er ins Berginnere gekommen war, fiel er zur Strafe für den Verrat vom Pferd und war auf der Stelle tot.[10]
- Die Schlangenkrone. Es gab dereinst eine arme Kuhmagd, die einer Kronschlange ein Leben lang immer wieder ein wenig Milch gab. Als die Magd alt und krank geworden war, erzählte sie der Schlange von ihren Sorgen um ihre Zukunft, worauf diese der armen Frau ihr Krönlein schenkte. Sie erkannte den Wert ihres Kleinods nicht, gab es ihrem Herrn zur Aufbewahrung und verstarb bald. Der Bauer jedoch wusste von der Zauberkraft einer Schlangenkrone und bewahrte sie gut auf. Jahr um Jahr verkaufte er mehr Getreide. Eines Tages jedoch vergaß er die Quelle seines Reichtums. Das Krönlein fiel in einen Getreidesack, wurde in der Mühle gemahlen und verlor seine Zauberkraft. Dennoch lebte der Bauer in Saus und Braus weiter, verlor seinen Hof und starb in kümmerlichen Verhältnissen.[11]